# Selderij
Selderij, selderie of selder (Apium graveolens) is een plant uit de schermbloemenfamilie (Apiaceae). De soort staat op de Nederlandse Rode lijst van planten als vrij zeldzaam en zeer sterk afgenomen in het wild. Selderij komt voor langs de kust op natte, enigszins zilte tot brakke grond en soms langs sloten.
Verschillende variëteiten van de soort worden gebruikt voor menselijke consumptie. Dat zijn snijselderij (Apium graveolens var. secalinum), bleekselderij (A. graveolens var. dulce) en knolselderij (A. graveolens var. rapaceum). Van snijselderij worden bladeren en bladstelen gegeten (als tuinkruid), van bleekselderij de bladstelen en van knolselderij een knol, die net boven de grond gevormd wordt. Van knolselderij en bleekselderij zijn ook de jonge bladeren goed eetbaar. In alle vormen wordt de plant onder meer in soepen gebruikt.
Onder mensen met een voedselallergie komt die voor selderij relatief veel voor.
In de oudheid kende men de selderijkrans als prijs van de Nemeïsche Spelen ter ere van Zeus.